# 司馬毗
司馬毗（3世纪—311年），西晋宗室，司马懿四弟司马馗曾孙，高密文献王司马泰之孙，东海王司马越之子。
司馬毗为东海国世子。晋怀帝永嘉年间，司马越总揽朝政。以毗陵郡封东海王世子司馬毗，为司馬毗避讳，改为晋陵郡。司馬越引裴绰为主簿，后为司馬毗所害。司馬毗为镇军将军，以周顗为长史。司馬越出牧豫州，镇许昌，留王妃裴氏、世子镇军将军司馬毗、龙骧将军李惲及何伦守卫京都、访察宫省。司馬越以王承为记室参军。向司马毗称赞王承：“夫学之所益者浅，体之所安者深。闲习礼度，不如式瞻仪形；讽味遗言，不若亲承音旨。王参军人伦之表，汝其师之。”永嘉五年（311年）四月，左卫何伦、右卫李惲听说司马越已死，秘不发丧，奉裴妃及司马毗出洛阳。至洧仓，被石勒所败，司馬毗与宗室四十八王一起被石勒俘虏。晋元帝以儿子司马冲继司马毗后，称东海世子。